# IPhone X
iPhone X（羅馬數字X，英語发音為ten）是蘋果公司設計、開發與銷售的一款iPhone系列智慧型手機，連同iPhone 8和iPhone 8 Plus一起於太平洋时区2017年9月12日在蘋果園區的史蒂夫·喬布斯劇院（英語：Steve Jobs Theater）由蘋果執行長蒂姆·库克發佈。為蘋果公司iPhone上市十周年的紀念機款，同年11月3日起開始發貨。嚴格地說，它沒有前代型號，因它開創了全螢幕手機的先河。

## 概觀
iPhone X操作系统使用iOS 11，採用Apple A11 仿生處理器，擁有6個處理核心：2個高性能核心，另外還有4個高效率省電核心及3個蘋果設計圖像GPU。
應用了高度集成的主機板，為全新堆疊式的三明治設計，排線集中於一旁的長條狀插槽中，機身內嵌入L形的兩塊相連鋰離子電池，前置深度鏡頭的空間塞入8個精密感應器和立體聲喇叭。這款iPhone X與iPhone 8一樣，在玻璃背板中貼上無線模組，都支援Qi制式的無線充電。
A11 仿生神经网络引擎具備人工智能學習功能，可使掃描臉部準確度提升。
iPhone X擁有較iPhone 8系列強化的主鏡頭，配備1,200萬像素感光元件，前後兩個鏡頭均支援OIS光学防抖功能，以遠攝鏡頭拍攝較遠物件時，又或者拍片方面可以有更清晰穩定的效果。此外，補光燈亦支援4-LED原彩技術，iPhone X的補光燈可支援慢速同步功能，並配合全自動HDR合成出曝光完整的照片。
新的OLED螢幕採用原彩顯示技術，支援三维触控技術，並也配置Taptic engine瞬速震動馬達，全新iPhone根據IEC 60529標準擁有IP67標準，可以在1米水深下停留30分鐘並可正常運作。

## 詳細規格
- 處理器：64位元架構「A11 仿生」處理器：包含每秒能夠演算出6000億筆指令、被蘋果公司命名為Neural Engine的神經網路專用加速硬體，以運算Face ID、Animoji及其他機器學習任務，內嵌式M11動態協同處理器。A11 仿生為6核處理器，10 纳米級别，高效能核心的效能比起A10提升25%，至於節能核心的效能更比A10高出70%。由台積電所代工生產。
- 圖形處理器：iPhone X加入AR遊戲，對iPhone的圖像處理能力要求提升不少。在全新iPhone之下，Apple加入自行研發的三核GPU，運算效能比起A10提高30%，但如果以A10相同效能下，耗電量則只有一半，代表在新iPhone遊玩遊戲將可以有更流暢畫面之餘，遊戲時間亦有所增加。
- 顯示器：異型切割的5.8吋（對角線圓弧）超视网膜显示屏（解析度458ppi）、全螢幕OLED多点触控顯示器、HDR顯示、原彩顯示、寬廣色域顯示（P3）、三维触控、625 cd/m2最大亮度（典型）、防指紋的抗脂塗層、支援同時顯示多國語言及文字（iPhone X顯示器採用圓角設計，貼合流利的機身線條，每個角位盡納於一個標準矩形範圍內。以標準矩形量度，螢幕對角線為5.8吋，此外實際觀看面積較小）[9]。
- 顏色:

| 顏色 | 名稱   | 英語       |
| ---- | ------ | ---------- |
|      | 太空灰 | Space Gray |
|      | 銀色   | Silver     |

## Face ID
Face ID會先用泛光感應元件照亮用戶的臉部取得2D紅外相片，然後再用紅外網路攝影機辨識，接下來再用點陣投影器向物體的表面投出三萬多個特定編碼的紅外點，再通過反射回到紅外網路攝影機接收器，利用紅外相片和反射回去的紅外點間的偏移，就可以物體獲得臉部表面的景深資訊，從而構建一個3D精確模型，然後就會將紅外圖像和3D精準模型傳送到處理器中，並轉化成一道數學運算式，比對之前已註冊的面部資料後，就會得出結論。 其中的「注視解鎖」的功能是通過紅外網路攝影機捕捉眼球的畫面並辨識瞳孔特徵來實現的，技術提供方是：SensoMotoric Instruments、提供機構光技術的PrimeSense公司和提供面部捕捉技術的FaceShift公司。

## 問題

### 發布會失誤與澄清
蘋果公司宣稱，新的Face ID辨識錯誤率低於百萬分之一，但公司副總裁克雷格·費德里吉（Craig Federighi）在發布會現場進行Face ID功能演示時，第一次辨識失敗並提示輸入密碼解鎖，直至第二次才成功使用Face ID解鎖。
蘋果公司在事後回應，在檢查演示用的iPhone X的紀錄檔後，發現工作人員在演示前接觸過機器，工作人員並沒有意識到Face ID試圖掃描其面部，以便進行驗證。然而這台機器錄入的面部資料屬於公司副總裁克雷格，所以嘗試多次比對面部之後都無法成功驗證解鎖，裝置的安全機制因而生效，以防止進一步的洩漏，之後展台上系統才會要求克雷格輸入密碼進行解鎖。

### 早期激活問題
2017年11月，新手機的早期採用者報告稱，他們遇到某些蜂窩運營商的激活問題，其中最著名的是AT&T。美國電話電報公司幾小時內就宣布這個問題已經解決，Verizon公司的一位發言人告訴媒體，儘管有一些問題報導，但其客戶並未受到影響。

### 在寒冷的天氣屏幕無反應
2017年11月，首發後不久天氣逐漸進入冬季，北美iPhone X用戶在Reddit上報告說，經歷快速降溫後，該設備的屏幕將變得無響應，引起許多討論。蘋果於2017年11月16日發布iOS 11.1.2更新，修復這個問題。。

### 相機在寒冷天氣下閃光燈失效
福布斯撰稿人戈登凱利在2018年3月報導稱，在寒冷天氣使用相機閃光燈遇到问题的用戶超過1,000名，但問題依然存在於iOS 11.3 beta 1版本中。

### 行動數據調製解調器差異
蘋果一直在與高通公司就涉嫌反競爭做法進行法律爭論，並一直採用雙源化蜂窩調製解調器芯片以減少對半導體製造商的依賴。從2016年開始，蘋果已經达成了让调制解调器大约一半来自高通，一半来自英特爾。无线信号测试公司Cellular Insights的专业测试指出，同上一代iPhone 7一样，高通公司的芯片在LTE的下載速度方面優於英特爾的芯片，在信号较弱的條件下速度优于英特尔67％，導致一些消息來源建議購買无锁的iPhone X或在手機運營商Verizon購買的iPhone X，从而獲得拥有更快的高通調製解調器的型号。
此外，CNET於2017年9月報告稱，包括X，8和8 Plus在內的新款iPhone無法連接下一代無線LTE數據連接，然而10款新的Android設備包括競爭對手三星的旗艦產品，都有能力做到這一點。儘管蘋果新推出的智能手機支持的“LTE Advanced”技術理論峰值速度為500 Mbps，但Android機型可以連接到“GbLTE”，理論速度可達1 Gbps，是蘋果产品速度的兩倍。

### 觸控問題與維修方案
2018年底蘋果發布公告稱，承認一部分觸控模組出現問題，此缺陷零件將導致螢幕間歇性沒有回應或沒有觸摸時出現動作的錯誤判定。免費維修方案採取被動召回以認定問題是否存在，主要是為了照顧已經過保固的早期受影響批次，涵蓋首批出廠後使用3年內的裝置，並將更換後的螢幕再延長免費保固至90天。此維修方案之外所有iPhone X，本身的保固期限則不會延長，另外，在此方案之前因故在官方維修中心更換螢幕者可獲得全額退款。

### iPhone产品时间线
| iPhone型號年表 |
| -------------- |
|                |